# Wilhelm Meyer-Förster

Wilhelm Meyer-Förster, 1902

Wilhelm Meyer-Förster (geboren als Wilhelm Meyer; * 12. Juni 1862 in Hannover; † 17. März 1934 in Heringsdorf oder Berlin) war ein deutscher Schriftsteller. Sein Schauspiel Alt-Heidelberg wurde zum erfolgreichsten Theaterstück seiner Zeit.

## Leben

### Jugend und Studium
Er wurde als Sohn des Verlagsbuchhändlers Carl Meyer in Hannover geboren. Der Junge sollte eine militärische Laufbahn einschlagen und besuchte deshalb eine Kadettenanstalt seit etwa 1871. Beide Eltern starben früh. Aus gesundheitlichen Gründen konnte er die vorgesehene Ausbildung nicht fortsetzen und wechselte an das Ratsgymnasium in Osnabrück, später an das Gymnasium in Bückeburg. Dort machte er 1883 das Abitur.
Anschließend studierte Wilhelm Meyer Rechtswissenschaften in Leipzig. In diesem einen Semester war er Mitglied im Corps Saxonia. Danach studierte er in Berlin, München und Wien auch Kunstgeschichte.

### Schriftstellerische Tätigkeit bis 1902

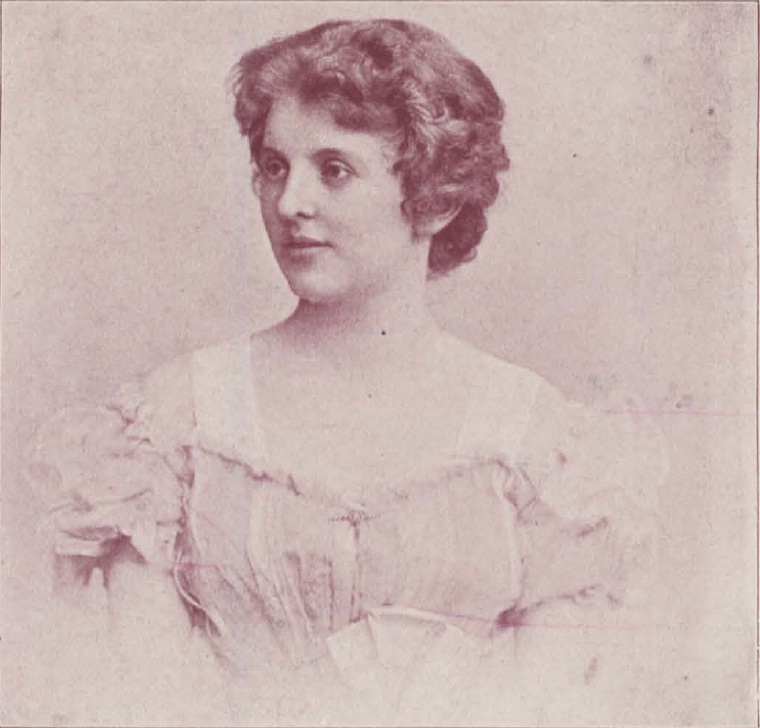
Elsbeth Meyer-Förster, die jung verstorbene Ehefrau des Schriftstellers, 1898

1885 erschien unter dem Pseudonym Samar Gregorow sein erster Roman Die Saxo-Saxonen, in dem er seine Erfahrungen im Corpswesen der Studenten parodistisch verarbeitete. Titel und Pseudonym waren eine Anspielung auf Gregor Samarow und dessen Studentenroman Die Saxoborussen.
1890 heiratete er Elsbeth Blaschke, die auch als Schriftstellerin tätig war. Um 1893 ergänzte er seinen Namen zu Meyer-Förster. Die junge Familie lebte einige Jahre in Paris. 1899 zogen sie nach Wilmersdorf bei Berlin. Wilhelm Meyer-Förster und seine Frau verkehrten auch in Künstlerkreisen in Berlin. 1901 wurde sein Schauspiel Alt-Heidelberg uraufgeführt, das sich schnell zum erfolgreichsten Theaterstück seiner Zeit entwickelte.

### Weiteres Leben
1902 starb seine Frau Elsbeth im Alter von nur 34 Jahren.
Wilhelm Meyer-Förster zog sich aus dem literarischen Leben völlig zurück und veröffentlichte auch viele Jahre nichts mehr. Er zog mit den zwei Töchtern nach Degerloch bei Stuttgart, wo er sich ein Landhaus hatte bauen lassen.
1907 kehrte Meyer-Förster nach Wilmersdorf zurück und kaufte sich eine Villa in Grunewald, in der er bis zu seinem Lebensende wohnte.
1920 und 1923 erschienen wieder zwei Romane von ihm. 1925 wurde er zum Ehrenbürger von Heidelberg ernannt.
Wilhelm Meyer-Förster starb 1934, wahrscheinlich während eines Aufenthaltes im Ostseebad Heringsdorf.

## Werke
Wilhelm Meyer-Förster verfasste einige Romane und Schauspiele. Darin wurde unter anderem das Studentenleben mit dem Corpswesen und Liebesgeschichten in heiterer Weise dargestellt. Dieses war ein beliebtes Genre in dieser Zeit. Sein Schauspiel Alt-Heidelberg wurde in fast allen deutschen Theatern gespielt, trotzdem wurden seine Werke von einigen Kritikern als Unterhaltungsliteratur eingestuft.
- unter dem Pseudonym Samar Gregorow: Die Saxo-Saxonen. Roman. Eckstein, Berlin 1884; OCLC 1070718792. Leipzig, erstes gedrucktes Werk, Parodie auf "Die Saxoborussen" von Gregor Samarow.
- Elschen auf der Universität . Roman, anonym, „vom Verfasser der Saxo-Saxonen“. Carl Rocco, Bremen 1886; OCLC 162925479. Eckstein, Berlin 1897; OCLC 1106716489[Digitalisat 1]
- als Wilhelm Meyer: Unsichtbare Ketten. Drama. Entsch, Berlin 1890; OCLC 934750425.
- als Wilhelm Meyer: Kriemhild. Drama. 1891,
- Das 10 Pfg.-Theater als künftige Volksbühne, Verl.-Abth. d. Deutschen Schriftst.-Genoss. Charlottenburg 1892; OCLC 249889241; ulb.uni-muenster.de
- Eine böse Nacht. Lustspiel. 1893
- Die Fahrt um die Erde. Roman. Stuttgart / Leipzig 1897; OCLC 562676374.
- Derby. Sportroman. Stuttgart 1898; OCLC 1128369414.
- Alltagsleute. Roman. Berlin 1898; OCLC 257185183.
- Der Vielgeprüfte. Lustspiel in drei Aufzügen. Entsch, Berlin 1898; OCLC 846182773.
- Karl Heinrich, Erzählung, 1898, Vorlage für Alt-Heidelberg, auch spätere Auflagen; OCLC 562676406; archive.org
- Mit Heinrich Lee (Pseudonym von Heinrich Landsberger, 1862–1919): Busch & Reichenbach. Schwank in drei Akten. Felix Bloch Erben, Berlin 1898; OCLC 249979620.
- Die Harzreise von Heinrich Heine in 4 Bildern. Zusammengestellt von Wilhelm Meyer-Förster. Bühnenmanuskript. Entsch, Berlin 1899;  OCLC 934750809.
- Eldena. 1899 Stuttgart 1900; OCLC 562676365.
- Alt-Heidelberg. Lustspiel, 1901 uraufgeführt. OCLC 1128369414; erfolgreichstes deutschsprachiges Theaterstück bis in die 1930er Jahre.[Digitalisat 2]
- Heidenstamm. Roman. Stuttgart / Leipzig 1901; OCLC 562676379.[Digitalisat 3]
- Süderssen. Roman. Deutsche Verlagsanstalt, Stuttgart 1902; OCLC 251075672.
- Lena S. Roman. Deutsche Verlagsanstalt, Stuttgart / Leipzig, 1903; OCLC 251075937.[Digitalisat 4]
- Die Liebe der Jugend. Roman. Deutsche Verlagsanstalt, Stuttgart / Berlin 1920; OCLC 251075095.
- Durchlaucht von Gleichenberg. Roman. August Scherl, Berlin 1923; OCLC 804147454.

### Digitalisate und Onlinefassungen
- Werke von Wilhelm Meyer-Förster im Projekt Gutenberg-DE
- Wilhelm Meyer-Förster im Internet Archive
- Wilhelm Meyer-Förster. Google, Elschen in der Universität, Alt-Heidelberg

### Weitere Weblinks
- Literatur von und über Wilhelm Meyer-Förster im Katalog der Deutschen Nationalbibliothek
- Wilhelm Meyer-Förster. In: Deutsche Biographie (Index-Eintrag).
- Wilhelm Meyer-Förster bei filmportal.de
- Eintrag zu Wilhelm Meyer-Förster in Kalliope

## Digitalisate
1. ↑  Elschen auf der Universität als Digitalisat bei Google Books
2. ↑  Alt-Heidelberg. Projekt Gutenberg-DE.
3. ↑  Heidenstamm. Projekt Gutenberg-DE.
4. ↑  Lena S.. Projekt Gutenberg-DE